# 符山石
符山石（英語：Vesuvianite、Idocrase）又名維蘇威石，是一種雙矽酸鹽礦物，顏色常呈現綠色、棕色、黃色或藍色，該礦物比重為3.4，莫氏硬度為6.5。
符山石常以四方晶系的晶型形成於經過接觸變質的矽卡岩沉積物和石灰岩中。符山石最初在維蘇威火山的熔岩中被發現的，因此得名。外觀好看的晶體有時候會被切割成寶石。在維蘇威火山和皮埃蒙特大区都靈附近的阿拉山谷都有出產結晶良好的標本。

## 名稱
由於符山石最初發現於維蘇威火山，因此在1795年德國礦物學家亚伯拉罕·戈特洛布·维尔纳以當地的名稱命名，英文名稱Idocrase則是在1796年由法國礦物學家勒內·朱斯特·阿維命名，現今仍被廣泛使用中，有時候被拿來指具有寶石品質的符山石。

## 亞種
符山石有許多亞種。Cyprine是天藍色的亞種，產於新澤西州富蘭克林等地方，藍色是由於含銅雜質造成的。 Californite產於加州，類似翡翠，也稱為加州翡翠。 Xanthite是一種富含錳的品種。 Wiluite是來自西伯利亞Wilui的亞種。